# Pegomya indicta
Pegomya indicta este o specie de muște din genul Pegomya, familia Anthomyiidae. A fost descrisă pentru prima dată de Huckett în anul 1939. Conform Catalogue of Life specia Pegomya indicta nu are subspecii cunoscute.